# Athletic Association of Antigua & Barbuda
Die Athletic Association of Antigua & Barbuda (ABAA) ist der Dachverband für die Leichtathletik in Antigua und Barbuda. Derzeitiger Präsident ist Rodney Williams.

## Geschichte
Die ABAA wurde 1960 gegründet und 1966 in die IAAF (heute World Athletics) aufgenommen.